# Temporada 1958 de Fórmula 1
Resultats de la Fórmula 1 a la temporada 1958.
A partir d'aquesta temporada també es comptabilitzen pel resultat final del Campionat del món de constructors .

## Sistema de puntuació
S'adjudicaven punts als cinc primers llocs (8, 6, 4, 3, 2). Un punt per la volta més ràpida. Per al recompte final del campionat només es tenien en compte els sis millors resultats dels nou possibles.
Els punts obtinguts per pilots que compartien el cotxe eren repartits en parts iguals entre els pilots, sense importar el nombre de voltes en les que haguessin participat.

## Curses
| Rnd | Cursa                         | Data          | Circuit           | Pilot               | Equip                 | Resultats |
| --- | ----------------------------- | ------------- | ----------------- | ------------------- | --------------------- | --------- |
| 1   | Gran Premi de l'Argentina     | 19 de gener   | Buenos Aires      | Stirling Moss       | Cooper - Climax       | Resultats |
| 2   | Gran Premi de Mònaco          | 18 de maig    | Mònaco            | Maurice Trintignant | Cooper - Climax       | Resultats |
| 3   | Gran Premi dels Països Baixos | 26 de maig    | Zandvoort         | Stirling Moss       | Vanwall               | Resultats |
| 4   | Indianapolis 500              | 30 de maig    | Indianapolis      | Jimmy Bryan         | Epperly - Offenhauser | Resultats |
| 5   | Gran Premi de Bèlgica         | 15 de juny    | Spa-Francorchamps | Tony Brooks         | Vanwall               | Resultats |
| 6   | Gran Premi de França          | 6 de juliol   | Reims-Gueux       | Mike Hawthorn       | Ferrari               | Resultats |
| 7   | Gran Premi del Regne Unit     | 19 de juliol  | Silverstone       | Peter Collins       | Ferrari               | Resultats |
| 8   | Gran Premi d'Alemanya         | 3 d'agost     | Nürburgring       | Tony Brooks         | Vanwall               | Resultats |
| 9   | Gran Premi de Portugal        | 24 d'agost    | Boavista          | Stirling Moss       | Vanwall               | Resultats |
| 10  | Gran Premi d'Itàlia           | 7 de setembre | Monza             | Tony Brooks         | Vanwall               | Resultats |
| 11  | Gran Premi del Marroc         | 19 d'octubre  | Ain-Diab          | Stirling Moss       | Vanwall               | Resultats |

## Posició final del Campionat de constructors de 1958
| Pos. | Equip         | Puntos |
| ---- | ------------- | ------ |
| 1    | Vanwall       | 48     |
| 2    | Ferrari       | 40     |
| 3    | Cooper-Climax | 31     |
| 4    | BRM           | 18     |
| 5    | Maserati      | 6      |
| 6    | Lotus-Climax  | 3      |
| 7    | Connaught     | 0      |
| 8    | O.S.C.A.      | 0      |
| 9    | Porsche       | 0      |

## Posició final del Campionat de pilots de 1958
| Pos. | Pilot                    | N° | País          | Punts | Victòries | Podis | Poles |
| ---- | ------------------------ | -- | ------------- | ----- | --------- | ----- | ----- |
| 1    | Mike Hawthorn            | 6  | Regne Unit    | 44    | 1         | 7     | 4     |
| 2    | Stirling Moss            | 8  | Regne Unit    | 38    | 4         | 5     | 3     |
| 3    | Tony Brooks              | 10 | Regne Unit    | 24    | 3         | 3     | 1     |
| 4    | Roy Salvadori            | 28 | Regne Unit    | 15    |           | 2     |       |
| 5    | Harry Schell             | 16 | EUA           | 14    |           | 1     |       |
| 6    | Peter Collins            | 2  | Regne Unit    | 14    | 1         | 2     |       |
| 7    | Maurice Trintignant      | 2  | França        | 12    | 1         | 2     |       |
| 8    | Luigi Musso              | 2  | Itàlia        | 12    |           | 2     |       |
| 9    | Stuart Lewis-Evans       | 12 | Regne Unit    | 11    |           | 2     | 1     |
| 10   | Jean Behra               | 14 | França        | 9     |           | 1     |       |
| 11   | Wolfgang von Trips       | 16 | Alemanya      | 9     |           | 1     |       |
| 12   | Jimmy Bryan              | 1  | EUA           | 8     | 1         | 1     |       |
| 13   | Phil Hill                | 4  | EUA           | 8     |           | 2     |       |
| 14   | Juan Manuel Fangio       | 34 | Argentina     | 6     |           |       | 1     |
| 15   | George Amick             | 99 | EUA           | 6     |           | 1     |       |
| 16   | Johnny Boyd              | 9  | EUA           | 4     |           | 1     |       |
| 17   | Cliff Allison            | 34 | Regne Unit    | 3     |           |       |       |
| 18   | Jack Brabham             | 50 | Austràlia     | 3     |           |       |       |
| 19   | Tony Bettenhausen        | 33 | EUA           | 3     |           |       |       |
| 20   | Joakim Bonnier           | 18 | Suècia        | 3     |           |       |       |
| 21   | Masten Gregory           | 22 | EUA           | 3     |           |       |       |
| 22   | Bruce McLaren            | 20 | Nova Zelanda  | 2     |           |       |       |
| 23   | Jim Rathmann             | 2  | EUA           | 2     |           |       |       |
| 24   | Jud Larson               | 44 | EUA           |       |           |       |       |
| 25   | Ken Kavanagh             | 50 | Austràlia     |       |           |       |       |
| 26   | Len Sutton               | 68 | EUA           |       |           |       |       |
| 27   | Louis Chiron             | 56 | França        |       |           |       |       |
| 28   | Johnny Thomson           | 7  | EUA           |       |           |       |       |
| 29   | Luigi Piotti             | 54 | Itàlia        |       |           |       |       |
| 30   | Luigi Taramazzo          | 50 | Itàlia        |       |           |       |       |
| 31   | Robert La Caze           | 58 | Marroc        |       |           |       |       |
| 32   | Al Keller                | 52 | EUA           |       |           |       |       |
| 33   | Johnnie Tolan            | 19 | EUA           |       |           |       |       |
| 34   | Wolfgang Seidel          | 24 | Alemanya      |       |           |       |       |
| 35   | Troy Ruttman             | 30 | EUA           |       |           |       |       |
| 36   | Tom Bridger              | 56 | Regne Unit    |       |           |       |       |
| 37   | Shorty Templeman         | 83 | EUA           |       |           |       |       |
| 38   | Tony Marsh               | 30 | Regne Unit    |       |           |       |       |
| 39   | Rodger Ward              | 8  | EUA           |       |           |       |       |
| 40   | Maria Teresa de Filippis | 42 | Itàlia        |       |           |       |       |
| 41   | Paul Russo               | 15 | EUA           |       |           |       |       |
| 42   | Paul Goldsmith           | 31 | EUA           |       |           |       |       |
| 43   | Paul Emery               | 14 | Regne Unit    |       |           |       |       |
| 44   | Pat O'Connor             | 4  | EUA           |       |           |       |       |
| 45   | Paco Godia               | 40 | Espanya       |       |           |       |       |
| 46   | Olivier Gendebien        | 2  | Bèlgica       |       |           |       |       |
| 47   | Mike Magill              | 77 | EUA           |       |           |       |       |
| 48   | Ron Flockhart            | 20 | Regne Unit    |       |           |       |       |
| 49   | Bob Veith                | 14 | EUA           |       |           |       |       |
| 50   | Dick Gibson              | 19 | EUA           |       |           |       |       |
| 51   | André Guelfi             | 48 | França        |       |           |       |       |
| 52   | Chuck Weyant             | 89 | EUA           |       |           |       |       |
| 53   | Christian Goethals       | 27 | Bèlgica       |       |           |       |       |
| 54   | Carroll Shelby           | 34 | EUA           |       |           |       |       |
| 55   | Carlos Menditeguy        | 6  | Argentina     |       |           |       |       |
| 56   | Carel Godin de Beaufort  | 18 | Països Baixos |       |           |       |       |
| 57   | Johnnie Parsons          | 45 | EUA           |       |           |       |       |
| 58   | Brian Naylor             | 29 | Regne Unit    |       |           |       |       |
| 59   | Dick Rathmann            | 97 | EUA           |       |           |       | 1     |
| 60   | Bob Christie             | 65 | EUA           |       |           |       |       |
| 61   | Billy Garrett            | 43 | EUA           |       |           |       |       |
| 62   | Bill Cheesbourg          | 54 | EUA           |       |           |       |       |
| 63   | Bernie Ecclestone        | 12 | Regne Unit    |       |           |       |       |
| 64   | André Testut             | 56 | Mònaco        |       |           |       |       |
| 65   | Alan Stacey              | 18 | Regne Unit    |       |           |       |       |
| 66   | A.J. Foyt                | 29 | EUA           |       |           |       |       |
| 67   | Bruce Kessler            | 12 | EUA           |       |           |       |       |
| 68   | Hans Herrmann            | 38 | Alemanya      |       |           |       |       |
| 69   | Jimmy Reece              | 16 | EUA           |       |           |       |       |
| 70   | Jerry Unser              | 92 | EUA           |       |           |       |       |
| 71   | Jack Turner              | 25 | EUA           |       |           |       |       |
| 72   | Jack Fairman             | 30 | Regne Unit    |       |           |       |       |
| 73   | Ivor Bueb                | 28 | Regne Unit    |       |           |       |       |
| 74   | Dempsey Wilson           | 59 | EUA           |       |           |       |       |
| 75   | Horace Gould             | 42 | Regne Unit    |       |           |       |       |
| 76   | Don Freeland             | 26 | EUA           |       |           |       |       |
| 77   | Graham Hill              | 32 | Regne Unit    |       |           |       |       |
| 78   | Giulio Cabianca          | 22 | Itàlia        |       |           |       |       |
| 79   | Giorgio Scarlatti        | 10 | Itàlia        |       |           |       |       |
| 80   | Gerino Gerini            | 26 | Itàlia        |       |           |       |       |
| 81   | François Picard          | 54 | França        |       |           |       |       |
| 82   | Edgar Barth              | 21 | Alemanya      |       |           |       |       |
| 83   | Eddie Sachs              | 88 | EUA           |       |           |       |       |
| 84   | Eddie Johnson            | 61 | EUA           |       |           |       |       |
| 85   | Ed Elisian               | 5  | EUA           |       |           |       |       |
| 86   | Ian Burgess              | 26 | Regne Unit    |       |           |       |       |